# Luiz Ejlli
Luiz Ejlli é um cantor albanês. Luiz Ejlli foi o representante da Albânia no Festival Eurovisão da Canção 2006, não tendo conseguido passar à final, e ficando em 14º na semi-final.